# کتابخانه دیجیتال آلمانی
کتابخانه دیجیتال آلمانی (انگلیسی: Deutsche Digitale Bibliothek) یا به اختصار «DDB»، یک کتابخانه دیجیتال به زبان آلمانی است که دربرگیرندهٔ شبکه ای از ۳۰٬۰۰۰ مؤسسه فرهنگی و پژوهشی است و هدفش و این است که با استفاده از یک پلتفرم مشترک، آثار بایگانی شده را آزادانه در دسترس عموم قرار دهد.